# Жак де Лален
Жак де Лален (фр. Jacques de Lalaing; около 1421 — 3 июля 1453, близ Алтера) — бургундский дворянин, считавшийся величайшим турнирным бойцом своего времени, кавалер ордена Золотого руна, прозванный «Добрым Рыцарем без страха и сомнения» (Bon Chevalier sans peur et sans doubte).

## Биография
Сын Гийома де Лалена и Жанны де Креки, племянник адмирала Фландрии Симона VIII де Лалена. Старинное семейство де Лаленов, происходящее из одноимённого города на севере Франции (совр. департамент Нор), известно с XI столетия и на протяжении нескольких поколений находилось на службе у графов Эно. 
Получив традиционное для рыцарей того времени домашнее воспитание, Жак в возрасте 14 лет стал оруженосцем герцога Адольфа Клевского, и вскоре прославился как искусный турнирный боец, овладев приёмами владения всеми видами рыцарского оружия, особенно полэксом. Будучи рослым и крепким, он отличался, вместе с тем, красноречием и рассудительностью. В 1442 году он уже упоминается как член герцогских советов, а осенью 1443 года участвует в люксембургском походе Филиппа III Доброго и взятии Люксембурга.

## Турнирные выступления
В 1445 году, по описанию современника, придворного хрониста бургундских герцогов Жоржа Шателена, де Лален одержал блестящую победу на турнире, устроенном в Нанси графами Мэном и Сен-Полем с участием лучших бойцов Франции, Бургундии и Лотарингии и в присутствии короля Альфонса V Арагонского и герцога Орлеанского. На второй день турнира Жак победил подряд восьмерых рыцарей: семь из них он выбил из седла, с восьмого сбил шлем и выиграл бой за явным преимуществом.
Вернувшись в Бургундию, в соборе Богоматери в Антверпене де Лален увидел знаменитого сицилийского чемпиона Джованни Бонифаччо, странствовавшего по Европе в поисках приключений, и повсюду объявлявшего эмпризу в честь своей дамы, предлагая всем желающим рыцарям сразиться. Заручившись поддержкой гербового короля Ордена Золотого Руна Жана Лефевра де Сен-Реми и при посредничестве канцлера Бургундии Николя Ролена, Жак принял его вызов. Герцог Бургундский Филипп Добрый захотел сам стать арбитром этого поединка, назначив его на 15 декабря 1445 года в Марше-о-Пуассон, близ Гента. Жак прибыл на место в сопровождении графа де Сен-Поля, сира де Фиенна, Симона де Лалена, Эрве де Мериадека и свиты из 500 дворян. Бой состоялся в присутствии Филиппа Доброго, герцога Орлеанского и графа де Шароле. В первый день состоялся конный поединок, продолжавшийся до темноты, но так и не определивший победителя. На следующий день перед боем Жак попросил герцога посвятить его в рыцари. В пешем бою на полэксах Жак обезоружил противника и был признан победителем.

Герб дома де Лален

Желая добиться еще большей славы, Жак послал герольда ко двору Карла VII, предлагая всем желающим сразиться с ним возле собора Парижской Богоматери. Осторожный король запретил своим рыцарям принимать вызов де Лалена, но удостоил чемпиона аудиенции, учтиво пожелав ему славных побед. Тогда Жак решил сам совершить турне по европейским дворам, чтобы сразиться с иностранными рыцарями. Первой он посетил Наварру, где его известность была так велика, что жители Памплоны отказались брать с него деньги за постой и пребывание в городе, а затем провожали до кастильской границы. Кроме Наварры Жак побывал в Кастилии, Португалии и Арагоне, а также Перпиньяне, Нарбонне и Монпелье, везде встретил торжественный прием, но почти нигде короли не разрешили рыцарям принять его вызов. 
Только в Кастилии состоялся бой с младшим братом великого магистра ордена Калатравы, доном Диего де Гусманом. Арбитром выступил король Кастилии Хуан II, а личным советником де Лалена — великий магистр ордена Сантьяго Альваро де Луна. Турнир состоялся 3 февраля 1447 года в Вальядолиде. Пеший поединок состоялся на мечах, кинжалах и полэксах, излюбленном оружии Жака. Он одолел противника, после чего заявил, что готов через три дня провести конный бой, но король ответил, что одного раза достаточно.
Не встретив достойных противников, Жак с триумфом вернулся в Бургундию, и в следующем году испросил у герцога разрешения съездить в Шотландию, чтобы помериться силами с Джеймсом Дугласом, братом генерального наместника королевства. В этой поездке его сопровождал дядя Симон де Лален и несколько дворян. Бой состоялся в Стерлинге 25 февраля 1449 года в присутствии шести тысяч зрителей, арбитром был король Яков II. Сражались трое на трое: с шотландской стороны Джеймс Дуглас и двое воинов из его клана, с бургундской Жак, его дядя Симон, также считавшийся искусным бойцом, и Эрве де Мериадек. При этом шотландцы выбрали основным оружием длинные копья, а бургундцы — полэксы, более короткие, но многофункциональные. Бургундские рыцари одержали убедительную победу, после чего отправились в Лондон, где король Генрих VI запретил своим рыцарям принимать их вызов, но один молодой английский оруженосец Томас Ке отправился на континент, чтобы сразиться с Жаком. В тяжёлом бою с англичанином на полэксах, состоявшемся в Брюгге, Жак был серьёзно ранен в запястье, но все-таки смог одержать победу.
Выздоровев, Жак поставил целью тридцать раз выйти на ристалище перед тем, как ему исполнится тридцать лет. Для этого в Шалон-сюр-Соне был организован один из самых знаменитых падармов, называвшийся «Источником Слез», и проходивший с 1 ноября 1449 по 1 октября 1450 года. Приближался юбилейный год, и множество рыцарей проезжало через Бургундию, направляясь в Италию, но лишь 1 февраля 1450 года появился первый претендент. До конца падарма Жак победил 12 рыцарей, в том числе Бонифаччо, пытавшегося взять реванш. Это достижение стало вершиной его турнирной славы. Затем он отправился в паломничество в Рим, а по возвращении, в мае 1451 года на капитуле в Монсе был принят в число рыцарей ордена Золотого руна и назначен советником и камергером. Летом того же года он включён был вместе с Жаном Лефевром де Сен-Реми в состав посольства Жана де Круа к папе Николаю V, которое должно было обсудить готовившийся крестовый поход против турок.
Последний раз Жак де Лален выступил весной 1452 года, на турнире в Брюсселе, где впервые сражался 18-летний граф де Шароле, поединок с которым Жак дипломатично свел вничью.

## Гентское восстание
В 1452 году Жак принял участие в подавлении Гентского восстания. Про его военные подвиги ходили настоящие легенды. Когда его дядя Симон был осажден повстанцами в Ауденарде, Жак в составе войска Жана Бургундского направился ему на помощь. Выдержав тяжелейший бой за Эспьерский мост, он сумел в сопровождении семи спутников прорваться в крепость через балку, занятую шестью сотнями гентцев, и при этом едва не погиб. В бою под Локереном, когда бургундское войско обратилось в бегство, он в одиночку сдерживал  фламандцев, дав возможность тремстам своим товарищам отступить и избежать гибели. Под ним было убито пять лошадей, и спасшиеся бургундцы думали, что он погиб. Соратники Жака по ордену Золотого руна, сеньоры Дрё д'Юмьер и Жан III де Ланнуа со своими людьми отправились ему на выручку и сумели спасти.
Герцог предпринял новую экспедицию, чтобы отомстить за поражение; в авангарде шли Жак де Лален и Антуан I де Крой. У Овермейра Жак был атакован, но отразил нападение, по пути к Локерену разбил еще один гентский отряд, а в кровавом сражении 16 июня спас жизнь Жаку де Люксембургу, но был ранен в ногу. 27 июня, чтобы предотвратить удар противника по Хульсту, герцог направил в этот район элитные части, в состав которых входили Симон и Жак де Лалены.
28 июня, проводя рекогносцировку у Акселя, Жак, при котором было около 60 человек, был атакован несколькими сотнями мятежников, убил 10 или 12, взял в плен двадцать, остальных обратил в бегство. На следующий день шесть тысяч гентцев подошли к Хульсту, но Жак устроил засаду и разгромил их наголову.

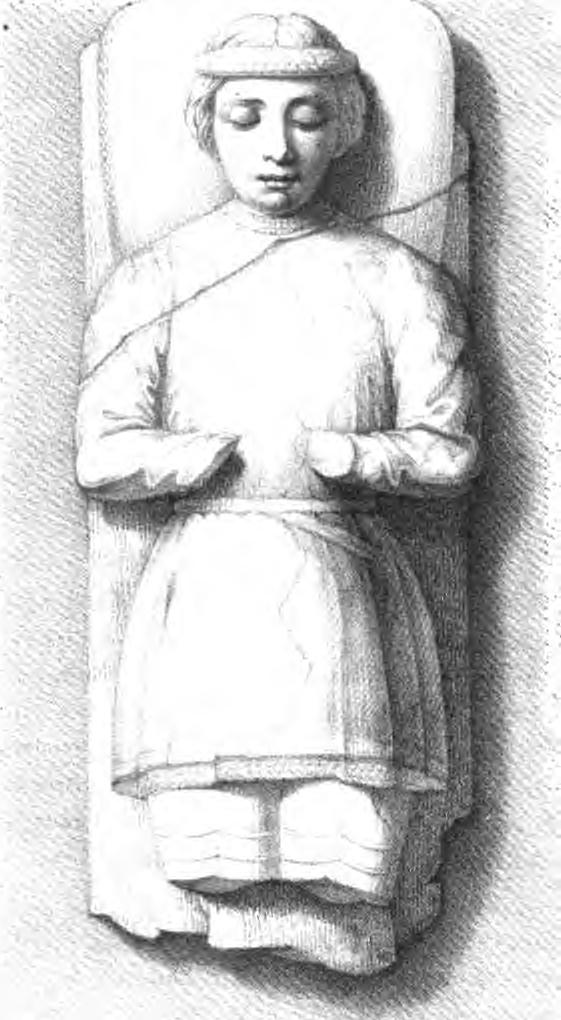
Надгробие Жака де Лалена

После шести недель перемирия военные действия возобновились, и герцог послал на усмирение края маршала Бургундии сира де Бланмона, «чудовище жестокости, предавшего все огню и крови». Жак, находившийся с дядей в Ауденарде, был недоволен такими методами ведения войны. 27 октября он сопровождал Антуана Бургундского, выступившего из Алоста с тысячей всадников. Гентцы обратили их в бегство, и если бы не Жак, великий бастард расстался бы там с жизнью.

## Гибель
В 1453 году Жаку была поручена осада гентцев, засевших в замке Пуке, близ Алтера. В один из дней, желая посмотреть на действие крупнокалиберной бомбарды по имени «Пастушка», он был убит наповал каменным ядром, выпущенным из кулеврины юным гентским артиллеристом. По словам Жоржа Шателена, снаряд ударил в осадный щит, которым прикрывался де Лален, и оторвавшийся обломок доски насмерть поразил рыцаря в голову выше правого уха. 
В голландской хронике XVI века сообщается, что стрелявший был бедняком, сыном некого слепого Хендрика, поэтому разгневанный герцог Филипп, захватив крепость, повесил 87 её защитников, но пощадил «неразумного» убийцу де Лалена. Хотя один из хронистов-современников Матьё д’Эскуши утверждает, что стрелявший из кулеврины являлся священником и потому казнён был вместе с остальными.
Бельгийский историк-медиевист XIX века Кервин де Леттенхове писал, что после гибели де Лалена герцог Бургундии был в такой печали, что после сдачи крепости приказал повесить всех, кто там находился, за исключением нескольких священников, одного прокаженного и двух или трех мальчиков, среди которых как раз находился виновник гибели «образца рыцарства». Вскоре Филипп об этом узнал, но к этому времени парню удалось скрыться в Генте.
Жак де Лален никогда не был женат, по словам биографа, своей дамой сердца он выбрал принцессу Клевскую, жену герцога Орлеанского и мать будущего короля Людовика XII; именно в её честь он одержал победы у «Источника Слёз».

## Память
Основным источником сведений о жизни знаменитого рыцаря является его художественная биография — «Книга деяний Жака Лалена» (фр. Le Livre des faits De Jacques Lalaing), авторство которой приписывали вышеназванному Жоржу Шателену, гербовому королю Ордена Золотого Руна Жану Лефевру де Сен-Реми и писателю Антуану де Ла Салю. Она была заказана около 1470 года сестрой Жака де Лалена Иоландой и сохранилась в 12 рукописях, самая ранняя из которых датируется примерно 1475 годом, а самая поздняя 1530-м.
Во второй половине XV столетия в придворных кругах герцогов Бургундских сформировался культ Жака де Лалена, помимо вышеназванного жизнеописания, нашедший своё отражение в хронике Жоржа Шателена и мемуарах Оливье де Ламарша, которого также считали автором «Книги деяний». Сформировался идеализированный образ рыцаря, который, по словам анонимного автора его биографии, был не только несравненным в своей храбрости, но и учтивым, смиренным и великодушным, при этом красивым, как Парис, благочестивым, как Эней, мудрым, как Улисс, и отважным, как Гектор. Трудно сказать, насколько соответствовал подобному художественному образу реальный исторический де Лален, не вызывает лишь сомнений, что он действительно долгое время оставался примером для подражания в среде бургундского рыцарства.